# جان لو رون دالمبير
جان لو رون دالمبير (بالفرنسية: Jean le Rond d'Alembert)‏ (16 نوفمبر 1717 - 29 أكتوبر 1783),رياضي، فيلسوف وموسوعي فرنسي. برز بإشرافه على إصدار «موسوعة الفنون والعلوم والحرف» رفقة دنيس ديدرو، كما اشتهر أيضا بأبحاثه في الرياضيات حول المعادلات التفاضلية والاشتقاق الجزئي.

## سنوات حياته الأولى
ولد دالمبير في باريس، وكان الابن الشرعي للكاتبة كلودين ألكساندرين غرين دي تينسين وللفارس لويس كامو ديتوش الذي كان يعمل كضابط مدفعية. كان والد دالمبير «ديتوش» خارج البلاد يوم ولادة ابنه، وهجرته أمه بعد أيام من ولادته، إذ وضعته على درجات كنيسة سان جان لورون في باريس، وسُمي -وفقًا للعرف السائد حينها- على اسم القديس الراعي للكنيسة. نُقل دالمبير إلى دار لرعاية الأطفال اللقطاء، ولكن، تمكن والده عند عودته إلى البلاد من العثور عليه ونقله للعيش مع مدام روسو التي عاش معها ما يقارب الخمسين سنة، قدّمت مدام روسو بعض التشجيع لدالمبير، فكانت تتجاوب معه عندما يخبرها ببعض اكتشافاته أو كتاباته بـ: 
ستصبح بالتأكيد فيلسوفًا مغفّلًا يزعج نفسه طوال حياته، ولكن من الممكن أن يصبح حديث الناس بعد وفاته.
دفع ديتوش تكاليف تعليم ابنه دالمبير بشكل سريّ، لكنه، وبنفس الوقت، كان يرفض الاعتراف به كابنه الشرعي.

## الدراسة وسن الرشد
التحق دالمبير في بداية الأمر بمدرسة خاصة. ترك الفارس لويس كامو ديتوشش بعد وفاته في عام 1726 لابنه دالمبير معاشًا سنويًا مستمرًا مدى الحياة يقدّر بـ 1200 جنيه فرنسي. التحق دالمبير بكلّية الأمم الأربعة الينسينية (التي كانت تُعرف أيضًا باسم معهد مازرين) ليدرس الحقوق والفلسفة والآداب، وتخرج منها في عام 1735 بدرجة البكالوريوس في الآداب.
سَخِر دالمبير في السنوات اللاحقة من حياته من المبادئ الديكارتية التي تعلمها من الحركة الينسينية: «الترويج للمادية، والفكر الطبيعي، والدوامات». وجهت الحركة الينسينية دالمبير نحو المهن الكنسية في محاولة لردعه عن اهتماماته في الشعر والرياضيات. كان علم اللاهوت بالنسبة لدالمبير«علمًا لا أساس له من الصحة». التحق دالمبير بكلّيّة الحقوق، ودرس فيها لعامين اثنين، وحصل على لقب محامي في عام 1738.
كان لدالمبير اهتمامات طبيّة ورياضياتية. سُجل في بادئ الأمر تحت اسم داريمبرج، ولكنه تغير فيما بعد إلى دالمبير. اقترح فريدريش العظيم (فريدريش الثاني) أن يُطلق اسم دالمبير على أحد أقمار كوكب الزهرة المشتبه بوجوده حينها (أُثبت عدم وجوده فيما بعد). 

## الحياة المهنية
قدم دالمبير في شهر يوليو/ تموز من عام 1739 أول مساهماته في مجال الرياضيّات، وذلك عندما وضح الأخطاء التي وقع فيها تشارلز رينيه رينولد في كتابه التحليل التوضيحي الصادر في عام 1708، في رسالة موجهة إلى الأكاديمية الفرنسية للعلوم، في الوقت الذي كان يُعتبر فيه الكتاب عملًا معياريًا استخدمه دالمبير بنفسه عند دراسته لأسس الرياضيّات. كان دالمبير أيضًا باحثًا في مجال اللغة اللاتينية، وعمل في الفترة الأخيرة من حياته على ترجمة كتب تاسيتس، والتي نال على إثرها ثناءً منقطع النظير ولاسيما من الفيلسوف الفرنسي دنيس ديدرو.
قدم دالمبير ثاني أعماله العلمية في عام 1740، وكان في مجال ديناميكا الموائع تحت عنوان أطروحة حول انكسار الضوء في الأجسام الصلبة، الذي اعترف به العالم الفرنسي ألكسيس كليروت، شرح دالمبير في هذا الكتاب ظاهرة انكسار الضوء.
انتُخب دالمبير في عام 1741 كعضو في الأكاديمية الفرنسية للعلوم وذلك بعد عدة محاولات فاشلة. انتُخب دالمبير أيضًا في عام 1746 كعضوٍ في الأكاديمية البروسية للعلوم، وحصل على زمالة الجمعية الملكية في لندن في عام 1748.
نشر دالمبير في عام 1743 أكثر أعماله شهرة مبحث في الديناميكا، والذي طور فيه قوانين الحركة الخاصة به.
عندما وُضعت موسوعة إنسيكلوبيدي في أواخر أربعيينيات القرن التاسع عشر، كان دالمبير يعمل كمحرر مشارك (في مجالي الرياضيات والعلوم) مع دنيس ديدرو، وعمل معه لفترة من الزمن على تأليف الموسوعة، إلى أن وقعت سلسلة من الأزمات منعت في نهاية الأمر العمل عليها في عام 1757. ألف دلمبير أكثر من ألف مقالة وأضافها إلى الموسوعة، بما في ذلك مقدمة الكتاب (التي حملت عنوان خطاب تمهيدي). تخلى دالمبير عن أسس المادية عندما بدأ يشكك بوجود شيء خارجي يتوافق مع ما نفترض أننا نراه. اتفق دالمبير في هذه النقطة مع الفيلسوف المثالي جورج باركلي، وسبق بذلك كانت إلى الفلسفة المثالية المتعالية.
عمل دالمبير في عام 1752 على ما نطلق عليه اليوم اسم مفارقة دالمبير: المقاومة التي يتعرض لها الجسم المغمور في سائل لزج غير قابل للانضغاط هي صفر. 
انتُخب دالمبير في عام 1754 كعضو في الأكاديمية الفرنسية للعلوم، وأصبح الأمين العام الدائم لها في التاسع من أبريل/ نيسان من عام 1772.
أشار دالمبير في مقال نشره في المجلد السابع من الموسوعة إلى انتقال رجال الدين في جنيف من مذهب الكالفينية إلى العقيدة التجديدية السوسنية الخالصة، مستندًا بذلك على المعلومات التي نشرها فولتير، أثارت هذه الاتهامات سخط قساوسة جنيف فعينوا لجنة للرد عليها. اضطر دالمبير في نهاية المطاف -وتحت ضغوط من جيكوب فيرنس وجان جاك روسو وآخرين- إلى التذرع بأنّ كل ما قصده بقوله هذا هو اعتباره لأي شخص يرفض كنيسة روما سوسنيًا. امتنع دالمبير بعد ردّه على الانتقادات التي تعرض لها من القساوسة عن إكمال عمله على الموسوعة.

## وصلات خارجية
- جان لو رون دالمبير على موقع الموسوعة البريطانية (الإنجليزية)
- جان لو رون دالمبير على موقع إن إن دي بي (الإنجليزية)
- أعمال أو نبذة عن جان لو رون دالمبير على أرشيف الإنترنت
- أعمال جان لو رون دالمبير في ليبري فوكس